# Hans Malfatti
Johann „Hans“ Baptist Malfatti (* 18. August 1864 in Rovereto; † 18. Januar 1945 ebenda) war ein österreichischer Mediziner und Hochschullehrer.

## Leben
Malfatti studierte Medizin an der Universität Innsbruck. Während seines Studiums wurde er 1883 Mitglied der AV Austria Innsbruck im CV. Am 2. Mai 1889 wurde er zum Dr. med. promoviert. Er war ab 1890 Assistent am Laboratorium für angewandte Medizinische Chemie. Im gleichen Jahr trat er dem „Naturwissenschaftlich-Medizinischen Verein in Innsbruck“ bei. 1892/93 habilitierte er sich bei Wilhelm Franz Loebisch. 1900/01 wurde er zum außerordentlichen Professor für Medizinische Chemie berufen. Von 1902 bis 1907 war er Abgeordneter im Tiroler Landtag.
Im Jahre 1905 verbesserte er die Wöhlk-Probe zum Lactose-Nachweis durch Zugabe von Kalilauge zur Erhöhung des pH-Wertes. Dadurch wurde es möglich, im ärztlichen Labor einen Milchstau (erkennbar an Milchzucker im Urin) von einer Schwangerschaftsdiabetes (erkennbar an Traubenzucker im Urin) zu unterscheiden. Als er nach seiner Pensionierung 1924 nach Rovereto zurückkehrte, behielt er seine österreichische Staatsbürgerschaft. Mit dem Anschluss 1938 wurde er deutscher Reichsbürger. Im März 1942 wurde ihm auf Grund des „Gesetzes über den Widerruf von Einbürgerungen und die Aberkennung der deutschen Staatsangehörigkeit“ und der „Verordnung über die Aberkennung der Staatsangehörigkeit und den Widerruf des Staatsangehörigkeitserwerbes in der Ostmark“ sein Doktorat und seine deutsche Staatsangehörigkeit entzogen.